# Craig (Missouri)
Pour les articles homonymes, voir Craig.
Craig est une ville du comté de Holt dans le Missouri, aux États-Unis,. Elle est incorporée en 1969. La ville est implantée au nord-ouest du comté.

## Démographie
Lors du recensement de 2010, le village comptait une population de 248 habitants. Elle est estimée, en 2016, à 227 habitants.

## Source de la traduction
- (en) Cet article est partiellement ou en totalité issu de l’article de Wikipédia en anglais intitulé « Craig, Missouri » (voir la liste des auteurs).